# Podział administracyjny Łotwy

Podział Łotwy od 2021 r.

Podział administracyjny Łotwy – obecny podział administracyjny Łotwy obowiązuje od lipca 2021. Dzieli teren państwa na 36 novadsów i 7 miast wydzielonych.

## Historia prac nad reformą

### Prace nad reformą administracyjną
W 2015 r. Ministerstwo Ochrony Środowiska i Rozwoju Regionalnego (VARAM) zaproponowało znaczne ograniczenie liczby novadsów. Jedna z proponowanych opcji przewidywała zmniejszenie liczby novadsów do 49, przy zachowaniu dziewięciu miast wydzielonych.
W deklaracji Rady Ministrów z początku 2019 r. Krišjānis Kariņas zobowiązał się do przeprowadzenia do 2021 r. reformy samorządów lokalnych, polegającej na połączeniu obszarów administracyjnych w bardziej zrównoważone i silniejsze ekonomicznie jednostki. W marcu Sejm przyjął przygotowany przez VARAM projekt ustawy o kontynuacji reformy administracyjno-terytorialnej.
Prace nad nową wersją ustawy miały zakończyć się do 1 grudnia 2019 r. W kwietniu pod dyskusję poddano przygotowany przez VARAM projekt reformy administracyjnej Łotwy na rok 2021, który zakładał zmniejszenie liczby novadsów ze 119 do 35. Minister Juris Pūce przyznał, że stworzona przez VARAM mapa nowych novadsów i pagastsów wygląda bardzo podobnie do mapy rejonów łotewskich z czasów ZSRR.
W projekcie planowano przekształcenie wszystkich istniejących do 2009 stolic rejonów w stolice nowych novadsów oraz połączenie siedmiu miast wydzielonych (z wyjątkiem Rygi i Jurmały) z otaczającymi je jednostkami administracyjnymi. Na terenie dawnego rejonu ryskiego planowano zmniejszyć liczbę novadsów z 16 do 6.
17 września 2019 r. Rada Ministrów przyjęła raport koncepcyjny „O podziale terytorialno-administracyjnym” przygotowany przez VARAM, zlecający przygotowanie projektu ustawy do rozpatrzenia w Sejmie do 21 listopada. 15 października Rada Ministrów zatwierdziła ostateczną wersję projektu ustawy, która przewidywała utworzenie 39 terytoriów administracyjnych – 5 miast wydzielonych (Dyneburg, Jurmała, Lipawa, Rzeżyca i Ryga) oraz 34 novadsów.
Wdrożenie reformy
22 czerwca 2020 r. prezydent Egils Levits podpisał nową ustawę, która przewidywała utworzenie 42 jednostek administracyjnych z dniem 1 lipca 2021 r. – 7 miast wydzielonych (Dyneburg, Jełgawa, Jurmała, Lipawa, Rzeżyca, Ryga i Windawa) oraz 35 novadsów, z których wiele powstało na terenach wcześniejszych jednostek o tej samej nazwie. Odtąd miasta Republiki Łotewskiej zostały podzielone na miasta znaczenia krajowego (valstspilsētās) i miasta novadsowe (novadu pilsētās). Miastami znaczenia krajowego są Dyneburg, Jełgawa, Jēkabpils, Jurmała, Lipawa, Ogre, Rzeżyca, Ryga, Valmiera i Windawa (trzy z nich nie są odrębnymi jednostkami administracyjnymi, ale należą do novadsów jako jednostki podziału terytorialnego). Zgodnie z uchwaloną ustawą prawa miejskie nadano Koknese i Ekawie 1 lipca 2021 r., natomiast Ādaži, Mārupe i Ķekava stały się miastami 1 lipca 2022.

### Zmiany po wyrokach Sądu Konstytucyjnego
W trakcie reformy kilka gmin zakwestionowało zmiany przed Sądem Konstytucyjnym. 12 marca 2021 r. Sąd Konstytucyjny uznał, że przyłączenie parafii Skulte do novadsu Saulkrasti i jej oddzielenie od novadsu Limbaži jest niezgodne z konstytucją. 28 maja 2021 r. Sąd Konstytucyjny rozpatrzył także skargę novadsu Varakļani dotyczącą jego przyłączenia do novadsu Rzeżyca i uznał, że likwidacja novadsu Varakļani była niezgodne z konstytucją. Zgodnie z tym wyrokiem utworzono odrębny novads Varakļani. W rezultacie wybory w obu novadsach zostały przełożone na 11 września 2021 r.
W czerwcu 2021 r. Sąd Konstytucyjny rozpatrzył także skargę novadsu Iłukszta w sprawie przyłączenia do novadsu Górna Dźwina oraz skargę novadsu Ozolneke w sprawie jego przyłączenia do novadsu Jełgawa. W obu sprawach Sąd Konstytucyjny uznał, że obie zmiany administracyjne są niezgodne z konstytucją. Jednak w odróżnieniu od wyroku dot. novadsu Varakļani, przepisy weszły w życie 1 stycznia 2022 r. Do tego czasu Sejm musiał zdecydować, w jaki sposób skorygować sporne przepisy. W rezultacie w grudniu 2021 Sejmowa Komisja ds. Reformy Administracyjno-Terytorialnej podjęła decyzję o przyłączeniu Dyneburga, Jełgawy, Rzeżycy i Windawy do sąsiednich novadsów w 2029 r., rozwiązując problem braku ośrodków regionalnych lub miast wydzielonych w powiatach. 13 czerwca 2024 r. Sejm podjął decyzję o przyłączeniu novadsu Varakļani do novadsu Madona w 2025 r.

## Charakterystyka nowego podziału administracyjnego

### Novadsy i ich podział
| Lp. | Novads               | Herb | Stolica    | Miasta | Pagastsy | Powierzchnia w km² | Ludność (2024) |
| --- | -------------------- | ---- | ---------- | ------ | -------- | ------------------ | -------------- |
| 1.  | Aizkraukle           |      | Aizkraukle | 4      | 18       | 2274,26            | 28 430         |
| 2.  | Alūksne              |      | Alūksne    | 1      | 15       | 1697,58            | 12 962         |
| 3.  | Ādaži                |      | Ādaži      | 1      | 2        | 243,32             | 23 124         |
| 4.  | Balvi                |      | Balvi      | 2      | 19       | 2386,29            | 17 743         |
| 5.  | Bauska               |      | Bauska     | 2      | 18       | 2174,91            | 40 588         |
| 6.  | Dobele               |      | Dobele     | 2      | 19       | 1629,33            | 27 261         |
| 7.  | Górna Dźwina         |      | Dyneburg   | 2      | 25       | 2523,58            | 23 840         |
| 8.  | Gulbene              |      | Gulbene    | 1      | 13       | 1872,21            | 18 604         |
| 9.  | Jełgawa              |      | Jełgawa    | 0      | 16       | 1604,08            | 31 654         |
| 10. | Jēkabpils            |      | Jēkabpils  | 3      | 22       | 2996,05            | 39 087         |
| 11. | Kieś                 |      | Kieś       | 2      | 21       | 2668,16            | 40 729         |
| 12. | Krasław              |      | Krasław    | 2      | 24       | 2288,84            | 19 681         |
| 13. | Kuldyga              |      | Kuldyga    | 2      | 18       | 2505,16            | 26 791         |
| 14. | Kurlandia Południowa |      | Grobiņa    | 5      | 26       | 3591,05            | 32 156         |
| 15. | Ķekava               |      | Ķekava     | 3      | 3        | 444,26             | 31 369         |
| 16. | Limbaži              |      | Limbaži    | 5      | 14       | 2440,96            | 27 344         |
| 17. | Līvāni               |      | Līvāni     | 1      | 5        | 622,57             | 10 105         |
| 18. | Lucyn                |      | Lucyn      | 3      | 22       | 2411,36            | 20 596         |
| 19. | Madona               |      | Madona     | 3      | 19       | 3076,76            | 26 989         |
| 20. | Mārupe               |      | Mārupe     | 1      | 3        | 347,32             | 36 967         |
| 21. | Ogre                 |      | Ogre       | 4      | 16       | 1839,39            | 57 635         |
| 22. | Olaine               |      | Olaine     | 1      | 1        | 308,67             | 20 688         |
| 23. | Preiļi               |      | Preiļi     | 1      | 14       | 1413,42            | 15 627         |
| 24. | Ropaži               |      | Ulbroka    | 1      | 3        | 536,12             | 34 888         |
| 25. | Rzeżyca              |      | Rzeżyca    | 1      | 28       | 2810,90            | 27 726         |
| 26. | Salaspils            |      | Salaspils  | 1      | 1        | 122,81             | 23 617         |
| 27. | Saldus               |      | Saldus     | 2      | 19       | 2179,43            | 26 171         |
| 28. | Saulkrasti           |      | Saulkrasti | 1      | 2        | 277,79             | 9 706          |
| 29. | Sigulda              |      | Sigulda    | 1      | 7        | 1029,89            | 31 394         |
| 30. | Smiltene             |      | Smiltene   | 2      | 14       | 1801,32            | 17 592         |
| 31. | Talsi                |      | Talsi      | 4      | 18       | 2750,78            | 34 421         |
| 32. | Tukums               |      | Tukums     | 2      | 21       | 2450,22            | 43 420         |
| 33. | Valka                |      | Valka      | 1      | 5        | 908,83             | 7 417          |
| 34. | Valmiera             |      | Valmiera   | 5      | 26       | 2947,90            | 50 146         |
| 35. | Varakļāni            |      | Varakļāni  | 1      | 2        | 277,95             | 2 840          |
| 36. | Windawa              |      | Windawa    | 1      | 12       | 2458,62            | 10 228         |

### Miasta wydzielone
| Lp. | Miasto   | Herb | Powierzchnia w km² | Ludność (2024) |
| --- | -------- | ---- | ------------------ | -------------- |
| 1.  | Dyneburg |      | 72,37              | 78 335         |
| 2.  | Jełgawa  |      | 60,56              | 55 231         |
| 3.  | Jurmała  |      | 101,23             | 51 820         |
| 4.  | Lipawa   |      | 68,02              | 66 977         |
| 5.  | Ryga     |      | 304,00             | 610 780        |
| 6.  | Rzeżyca  |      | 17,51              | 26 522         |
| 7.  | Windawa  |      | 57,96              | 32 679         |

## Historyczne podziały administracyjne Łotwy

### 1990–2009

Podział administracyjny Łotwy do 2009

Po odzyskaniu przez Łotwę niepodległości w 1990 władze zdecydowały się zachować podział administracyjny kraju, wprowadzony przez władze Łotewskiej SRR w 1950. Do 30 czerwca 2009 Łotwa podzielona była na 26 rejonów (rajons) i 7 miast wydzielonych (republikas pilsēta).

### 2009–2021

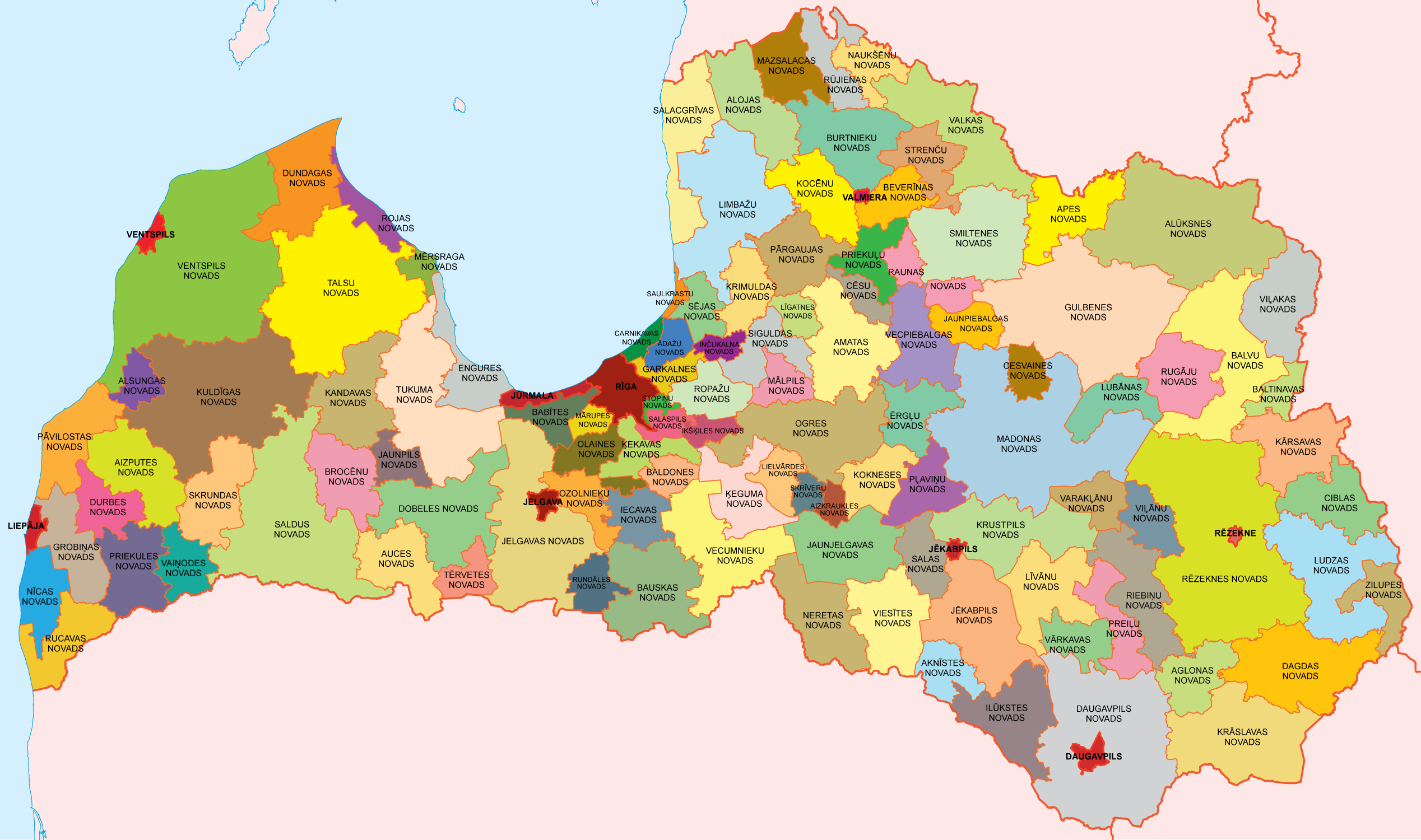
Podział administracyjny Łotwy w latach 2009–2021

1 lipca 2009 weszła w życie reforma administracyjna uchwalona 18 grudnia 2008. Zgodnie z przyjętą ustawą, podział administracyjny kraju miał składać się z: regionów (apriņķis), miast wydzielonych (republikas pilsēta) i novadsów.
Zaplanowano dwustopniowe wprowadzenie reformy — 1 lipca 2009 roku wprowadzono podział na 9 miast wydzielonych i 109 novadsów (od 2011 r. jest ich 110), w tym dniu rząd miał przygotować i przekazać do parlamentu projekt podziału kraju na regiony (apriņķis), do czego ostatecznie nie doszło. 